# Sinnò me moro
Sinnò me moro è un singolo del rapper italiano Noyz Narcos, pubblicato il 30 marzo 2018 come unico estratto dal settimo album in studio Enemy.

## Descrizione
Nella canzone viene campionato il ritornello di Sinnò me moro della colonna sonora del film Un maledetto imbroglio, che fu musicata da Carlo Rustichelli e interpretata da Alida Chelli.

## Video musicale
Il videoclip del brano è stato pubblicato il 5 aprile 2018 sul canale YouTube del rapper.